# Merosargus coxalis
Merosargus coxalis är en tvåvingeart som beskrevs av Lindner 1949. Merosargus coxalis ingår i släktet Merosargus och familjen vapenflugor. Inga underarter finns listade i Catalogue of Life.